# Foteinó (ort i Grekland, Thessalien)
Foteinó är en ort i Grekland.   Den ligger i prefekturen Trikala och regionen Thessalien, i den centrala delen av landet, 260 km nordväst om huvudstaden Aten. Foteinó ligger 1 106 meter över havet och antalet invånare är 449.
Terrängen runt Foteinó är huvudsakligen kuperad. Foteinó ligger uppe på en höjd. Runt Foteinó är det mycket glesbefolkat, med 6 invånare per kvadratkilometer. Närmaste större samhälle är Deskáti, 9,0 km norr om Foteinó. Omgivningarna runt Foteinó är en mosaik av jordbruksmark och naturlig växtlighet.